# Odds BK
Odds BK eller Odds Ballklubb er en idrætsklub fra Skien i Telemark fylke i Norge. Foreningen blev stiftet i 1885 som IF Odd og i 1894 optog idrætsforenigen fodbold som en del af klubbens sportsgrene. Fodboldklubben spiller i den norske række, Eliteserien.
I 1994 indledte Odd et samarbejde med Pors Grenland. Sammen ville klubberne repræsentere det norske område Grenland, hvorefter Pors ændrede navn til Pors Grenland i 1995 og året efter ændrede Odds navn til Odd Grenlands BK. Til sæsonen 2013 tog klubben navnet Odds BK.
Odds BK har vundet den norske cup 12 gange (senest i 2000) og er blevet nr. to i den bedste norske fodboldrække to gange (1950/1951 och 1956/1957). Odd har spillet i Tippeligaen siden sæsonen 1999, bortset fra i 2008.
Klubben trænes af Dag Eiliv Fagermo. Den danske træner Ove Flindt Bjerg blev i september 2007 antaget til at redde klubben fra nedrykning, men klubben rykkede ved udgangen af 2007 ud af Tippeligaen og Bjerg fratrådte som træner.

## Danske spillere
- Erik Bo Andersen
- Christian Flindt Bjerg
- Søren Jensen
- Jacob "Taz" Sørensen
- Jacob Sørensen